# Evektor SportStar

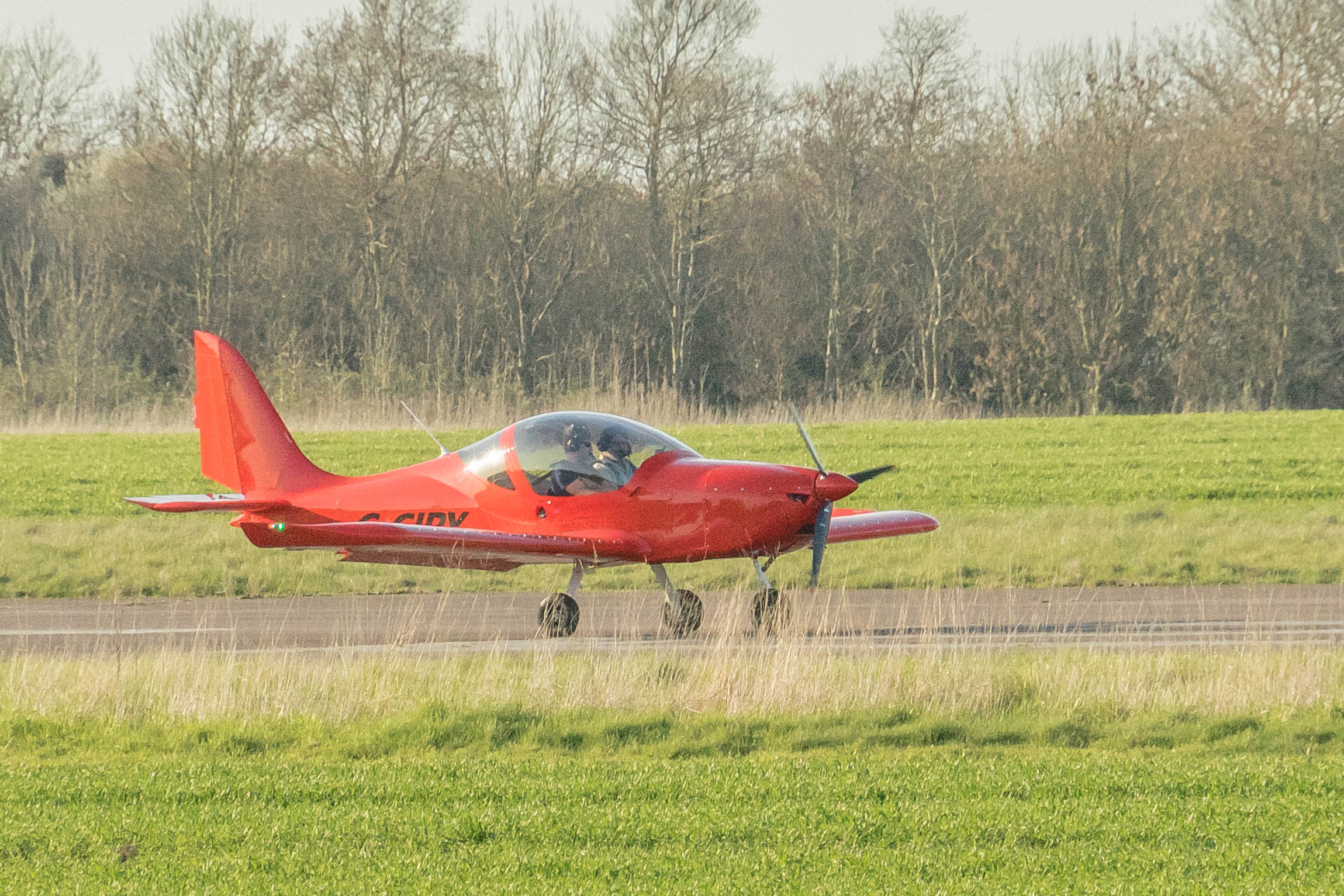
Evektor EV-97SL EuroStar v Leicesteru ve Velké Británii

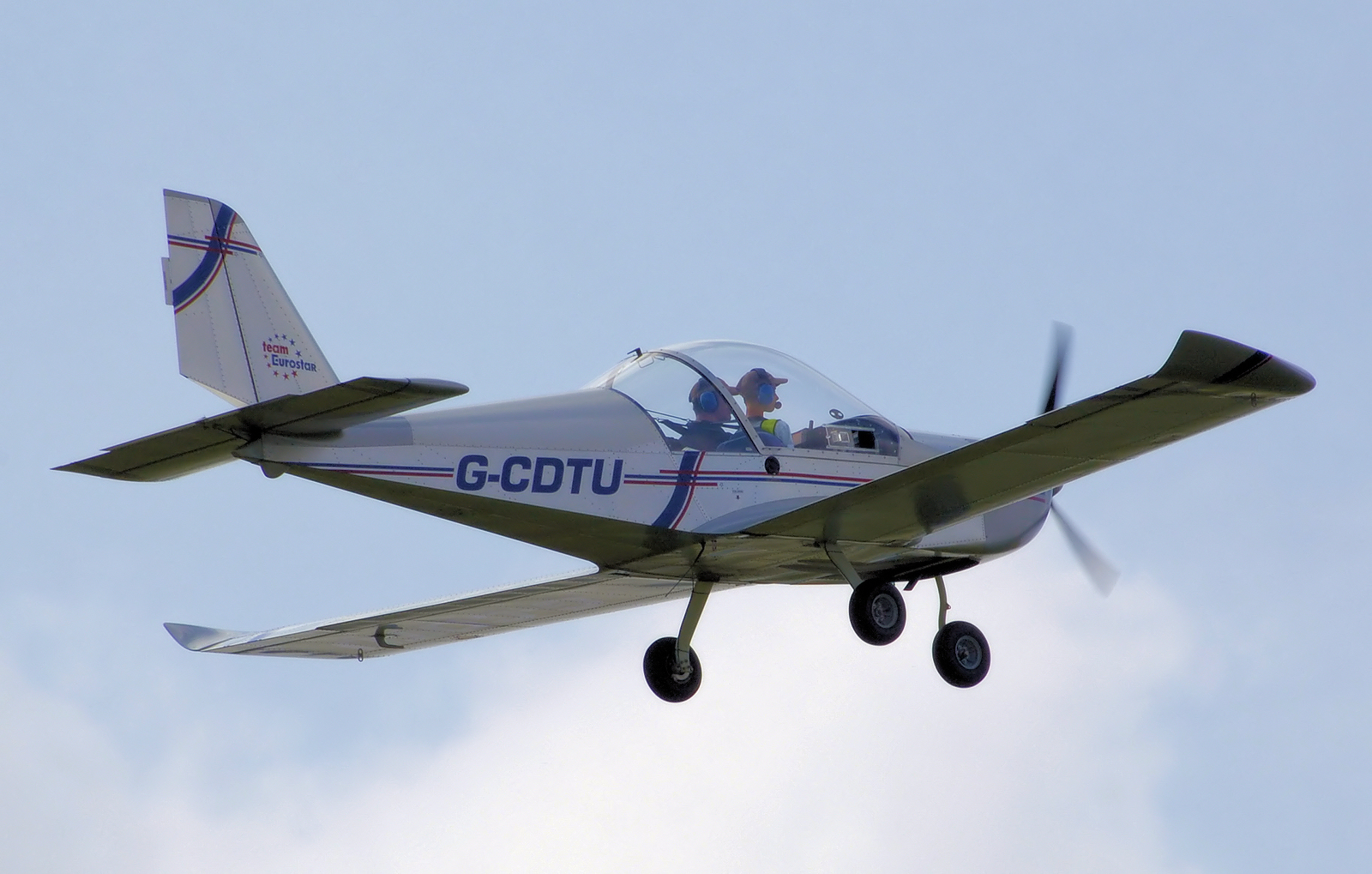
Eurostar EV-97 za letu

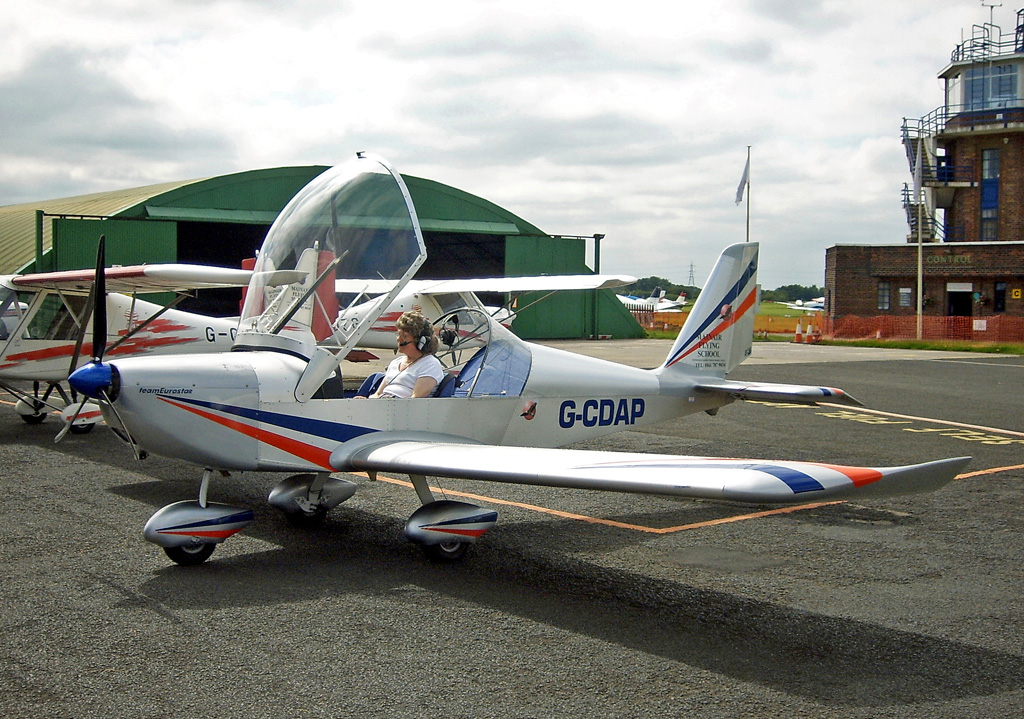
EV-97 Eurostar s výraznou půzračným překrytem kabiny na širokém závěsu

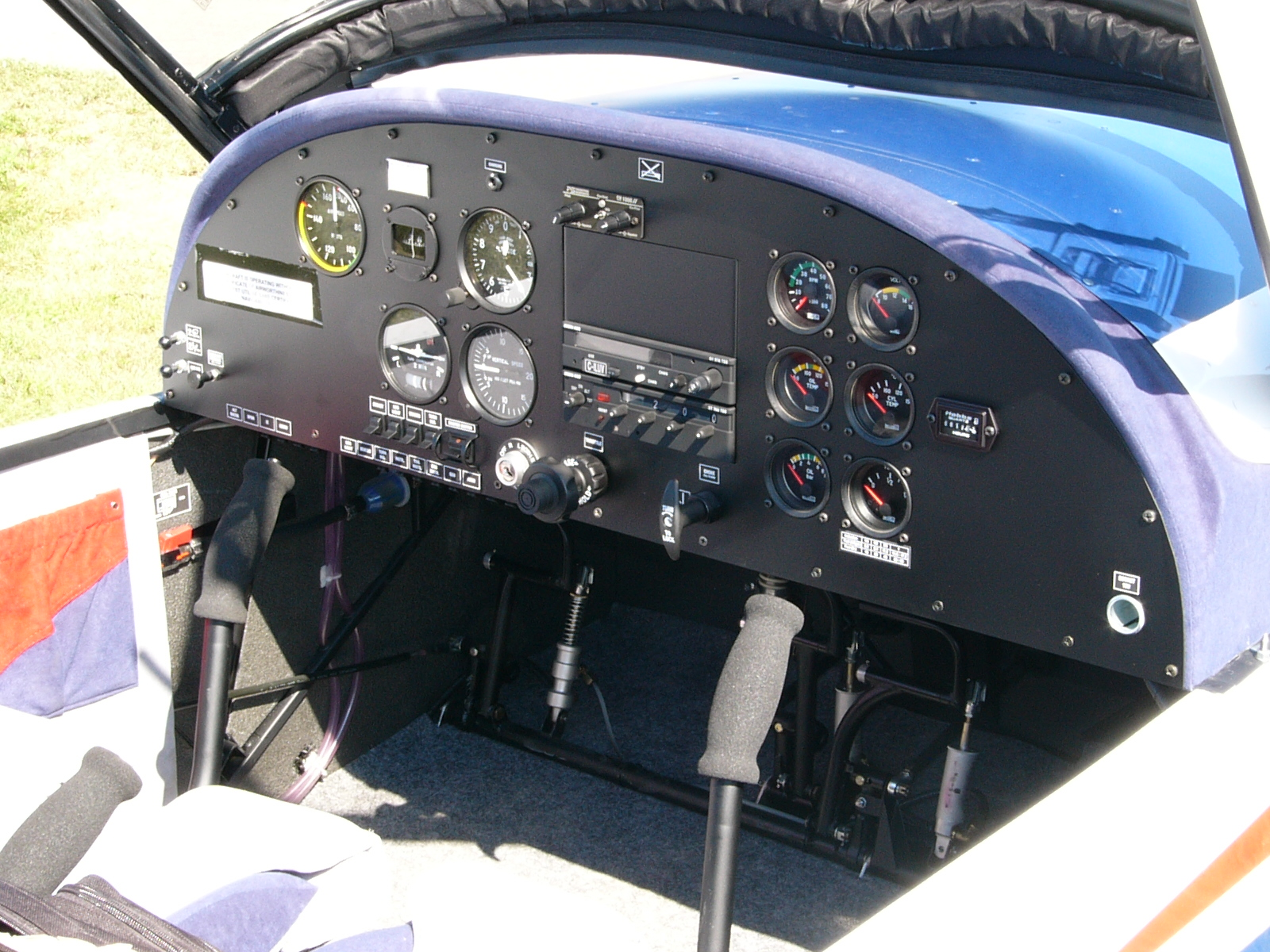
Přístrojová deska SportStaru

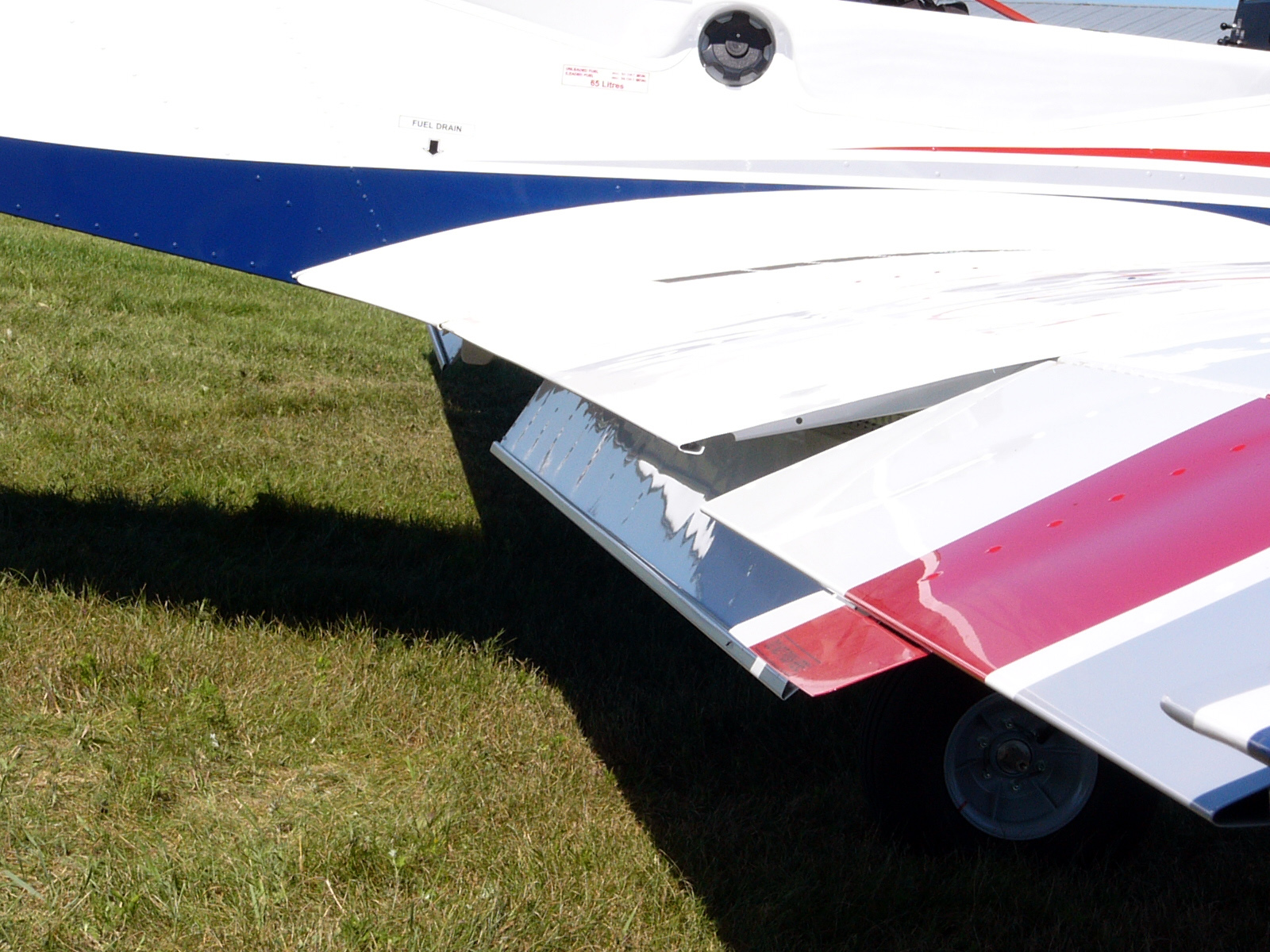
Křídlo SportStaru zobrazující uspořádání vztlakové klapky

SportStar a EuroStar patří do kategorie dvousedadlových lehkých sportovních letadel vyráběných společností Evektor-Aerotechnik v České republice. Jsou poháněné motory Rotax 912ULS o výkonu 100 koní (75kW).
SportStar bylo první oficiálně schválené speciální lehké sportovní letadlo tzv. Special light-sport aircraft (S-LSA) a na stránkách AeroNews Network bylo vyhlášeno S-LSA letadlem roku (S-LSA Aircraft of the Year).

## Konstrukce a vývoj
SportStar má celokovovou konstrukci vyrobenou z anodizované korozivzdorné slitiny hliníku. Rám je nýtovaná a lepená konstrukce, o které společnost prohlašuje, že zlepšuje únavové vlastnosti což ústí v delší životnost. Společnost také prohlašuje, že tato konstrukce má lepší odolnost vůči nárazu a napomáhá nižší hlučnosti při letu.
SportStar byl navržen pro vleční kluzáků do celkové hmotnosti 700 kg a pro vlečení transparentů o rozměrech do 140 m2.

## Varianty
EuroStar SL
Model pro evropskou kategorii ultralehkých letadel s celkovou hmotností do 472 kg

EuroStar SLW
Model pro evropskou kategorii ultralehkých letadel s celkovou hmotností do 472 kg  
Harmony
Model pro trh Spojených států amerických se zvětšenými balančními křidélky a kormidlem pro zlepšení letových vlastností za bočního větru a se zdokonaleným  křídlem a koncovkami křídlel tzv. winglety a ocasních ploch a taktéž vypracovanými kryty kol a kapotáží.
SportStar
Počáteční model
SportStar SL
Zdokonalený model
SportStar Max
Model pro trh Spojených států amerických s celkovou hmotností do 599 kg.  
SportStar RTC
SportStar RTC byl vyvinut aby vyhovoval požadavkům na osvědčení EASA VLA a byl určen pro výcvik pilotů.

## Specifikace (SportStar MAX)

### Obecná charakteristika
- posádka: 2
- délka: 5,98m
- rozpětí: 8,65m
- prázdná hmotnost: 308kg
- maximální hmotnost: 600kg
- pohonná jednotka: 1 × pístový motor  Rotax 912ULS o výkonu 100 koňských sil (75 kW)
- vrtule: Klassic 1700/3/R z kompozitního materiálu na zemi stavitelná

### Výkon
- maximální rychlost: 213 km/h
- cestovní rychlost: 204 km/h
- pádová rychlost: 74 km/h
- maximální konstrukční rychlost: 270 km/h
- dolet: 1300 km
- dostup: 4720 m
- stoupavost: 5.2 m/s